# Seyyid Hasan Pascià
Seyyid Hasan Pascià (Reşadiye, 1679 – Diyarbakır, dicembre 1748) è stato un politico e militare ottomano Era di etnia turca di Reşadiye, oggi nella provincia di Tokat, in Turchia..

## Biografia
Fu arruolato nel corpo dei giannizzeri a Istanbul, raggiungendo la posizione di generale di brigata (kulkahyasi) nel 1734, combattendo in Persia. Dopo diverse promozioni, fu nominato Agha dei giannizzeri, il grado più alto dell'esercito nel 1739. Lo stesso anno prese parte alla battaglia di Grocka, dove si distinse come abile condottiero e combattente. Tre anni dopo, il 4 ottobre 1742, fu nominato gran visir su raccomandazione di Bashir, il capo (kizlaraghasi) degli eunuchi neri dell'harem imperiale. Sotto il suo governo la guerra di frontiera con l'Austria terminò, ma dovette combattere contro Nadir Shah di Persia; negli affari esteri tentò di avvicinarsi alle potenze occidentali. 
Sebbene trascorse quasi quattro anni in quella carica, non ebbe successo nell'amministrazione civile e fu licenziato dal sultano il 10 agosto 1746. Tuttavia, come nel caso di molti ex gran visir, continuò la sua carriera amministrativa come governatore in diversi diverse parti dell'Impero Ottomano. Divenne il Sanjak-bey del Sangiaccato di Rodi (ora in Grecia), e successivamente di quello di İçel (nella attuale provincia di Mersin, Turchia), per poi essere promosso Wali di Diyarbakır. Morì nel dicembre 1748.
Suo figlio, Seyyid Abdullah Pascià, fu nominato gran visir un mandato dopo il suo.